# Richmond (Utah)
Richmond város az USA Utah államában, Cache megyében. Lakosainak száma 2914 fő (2020. április 1.). Richmond Franklin és Smithfield településekkel határos.

## Népesség
A település népességének változása:
| Lakosok száma | 817  | 2470 | 2914 |
|               | 1870 | 2010 | 2020 |